# Плосконосая шестивосьмиугольная мозаика
| Плосконосая шестивосьмиугольная мозаика | Плосконосая шестивосьмиугольная мозаика                         |
| --------------------------------------- | --------------------------------------------------------------- |
|                                         |                                                                 |
| Тип                                     | Однородная гиперболическая мозаика                              |
| Конфигурация вершины                    | 3.3.4.3.8                                                       |
| Символ Шлефли                           | sr{8,6} или {\displaystyle s{\begin{Bmatrix}8\\6\end{Bmatrix}}} |
| Символ Витхоффа                         | \| 8 6 2                                                        |
| Симметрии                               | [8,6]+, (862)                                                   |
| Диаграммы Коксетера — Дынкина           | или                                                             |
| Двойственные соты                       | Цветочная пятиугольная мозаика порядка 8-6                      |
| Свойства                                | изогональная, хиральная                                         |

Плосконосая шестивосьмиугольная мозаика — это полуправильная мозаика на гиперболической плоскости. 
В каждой вершине мозаики имеется три треугольника, один шестиугольник и один восьмиугольник.  
Её символ Шлефли sr{8,6}.

## Изображения
Рисунок в виде хиральной пары, рёбра между чёрными треугольниками не нарисованы:

## Связанные многогранники и мозаики
По построению Витхоффа существует четырнадцать гиперболических однородных мозаик,
которые могут основываться на правильной восьмиугольной мозаике порядка 6. 
Если рисовать плитки раскрашенными в красный цвет на месте исходных восьмиугольников, в жёлтый цвет на месте исходных вершин и в синий цвет на месте исходных рёбер,
имеется 7 мозаик с полной симметрией [8,6] и 7 мозаик с субсимметрией.
| Однородные восьмиугольные/шестиугольные мозаики | Однородные восьмиугольные/шестиугольные мозаики | Однородные восьмиугольные/шестиугольные мозаики | Однородные восьмиугольные/шестиугольные мозаики | Однородные восьмиугольные/шестиугольные мозаики | Однородные восьмиугольные/шестиугольные мозаики | Однородные восьмиугольные/шестиугольные мозаики |
| Симметрия: [8,6], (*862)                        | Симметрия: [8,6], (*862)                        | Симметрия: [8,6], (*862)                        | Симметрия: [8,6], (*862)                        | Симметрия: [8,6], (*862)                        | Симметрия: [8,6], (*862)                        | Симметрия: [8,6], (*862)                        |
| ----------------------------------------------- | ----------------------------------------------- | ----------------------------------------------- | ----------------------------------------------- | ----------------------------------------------- | ----------------------------------------------- | ----------------------------------------------- |
| node_1 · 8 · node · 6 · node                    | node_1 · 8 · node_1 · 6 · node                  | node · 8 · node_1 · 6 · node                    | node · 8 · node_1 · 6 · node_1                  | node · 8 · node · 6 · node_1                    | node_1 · 8 · node · 6 · node_1                  | node_1 · 8 · node_1 · 6 · node_1                |
|                                                 |                                                 |                                                 |                                                 |                                                 |                                                 |                                                 |
| {8,6}                                           | t{8,6}                                          | r{8,6}                                          | 2t{8,6}=t{6,8}                                  | 2r{8,6}={6,8}                                   | rr{8,6}                                         | tr{8,6}                                         |
| Однородные двойственные                         |                                                 |                                                 |                                                 |                                                 |                                                 |                                                 |
| node_f1 · 8 · node · 6 · node                   | node_f1 · 8 · node_f1 · 6 · node                | node · 8 · node_f1 · 6 · node                   | node · 8 · node_f1 · 6 · node_f1                | node · 8 · node · 6 · node_f1                   | node_f1 · 8 · node · 6 · node_f1                | node_f1 · 8 · node_f1 · 6 · node_f1             |
|                                                 |                                                 |                                                 |                                                 |                                                 |                                                 |                                                 |
| V86                                             | V6.16.16                                        | V(6.8)2                                         | V8.12.12                                        | V68                                             | V4.6.4.8                                        | V4.12.16                                        |
| Альтернированные                                |                                                 |                                                 |                                                 |                                                 |                                                 |                                                 |
| [1+,8,6] (*466)                                 | [8+,6] (8*3)                                    | [8,1+,6] (*4232)                                | [8,6+] (6*4)                                    | [8,6,1+] (*883)                                 | [(8,6,2+)] (2*43)                               | [8,6]+ (862)                                    |
| node_h1 · 8 · node · 6 · node                   | node_h · 8 · node_h · 6 · node                  | node · 8 · node_h1 · 6 · node                   | node · 8 · node_h · 6 · node_h                  | node · 8 · node · 6 · node_h1                   | node_h · 8 · node · 6 · node_h                  | node_h · 8 · node_h · 6 · node_h                |
|                                                 |                                                 |                                                 |                                                 |                                                 |                                                 |                                                 |
| h{8,6}                                          | s{8,6}                                          | hr{8,6}                                         | s{6,8}                                          | h{6,8}                                          | hrr{8,6}                                        | sr{8,6}                                         |
| Альтернированные двойственные                   |                                                 |                                                 |                                                 |                                                 |                                                 |                                                 |
| node_fh · 8 · node · 6 · node                   | node_fh · 8 · node_fh · 6 · node                | node · 8 · node_fh · 6 · node                   | node · 8 · node_fh · 6 · node_fh                | node · 8 · node · 6 · node_fh                   | node_fh · 8 · node · 6 · node_fh                | node_fh · 8 · node_fh · 6 · node_fh             |
|                                                 |                                                 |                                                 |                                                 |                                                 |                                                 |                                                 |
| V(4.6)6                                         | V3.3.8.3.8.3                                    | V(3.4.4.4)2                                     | V3.4.3.4.3.6                                    | V(3.8)8                                         | V3.45                                           | V3.3.6.3.8                                      |

## Смотрите также
- Мозаики из выпуклых правильных многоугольников на евклидовой плоскости
- Список однородных мозаик на евклидовой плоскости